# Association japonaise des arts
L'Association japonaise des arts est une fondation japonaise créée en 1988 et qui a pour objet de promouvoir les arts. Elle distribue chaque année un prix, le Praemium Imperiale (Prix impérial).

## Histoire
Le prédécesseur de l'association japonaise des arts, le Ryuchi-kai, est créé en 1879 par l'empereur Meiji. La structure est réorganisée en 1887 et renommée association japonaise des arts. Le Praemium Imperiale est créé en 1988 en l'honneur du prince Nobuhito Takamatsu (1905-1987) qui patronna l'association pendant 58 ans.

## Jury
- 1988-1994 : Jacques Chirac[2],[3]
- 1995-2007 : Raymond Barre[2]

Pour les membres du jury, la fondation rembourse les frais de déplacement, plus 15 000 euros (ou 100 000 dollars).